# Liste des épisodes des Jumelles de Sweet Valley
Cet article présente la liste des épisodes de la série Les Jumelles de Sweet Valley.

## Diffusion
| Saison | Saison | Épisodes | États-Unis        | États-Unis      |
| Saison | Saison | Épisodes | Début de saison   | Fin de saison   |
| ------ | ------ | -------- | ----------------- | --------------- |
|        | 1      | 22       | 5 septembre 1994  | 20 février 1995 |
|        | 2      | 22       | 11 septembre 1995 | 25 mars 1996    |
|        | 3      | 22       | 26 août 1996      | 10 février 1997 |
|        | 4      | 22       | 15 septembre 1997 | 14 octobre 1997 |

## Épisodes

### Saison 1 (1994-1995)
| N° | #  | Titre original                    | Diffusion original |
| -- | -- | --------------------------------- | ------------------ |
| 1  | 1  | Dangerous Love                    | 5 septembre 1994   |
| 2  | 2  | Oracle on Air                     | 12 septembre 1994  |
| 3  | 3  | Skin and Bones                    | 19 septembre 1994  |
| 4  | 4  | Critical Mess                     | 26 septembre 1994  |
| 5  | 5  | What, Me Study?                   | 3 octobre 1994     |
| 6  | 6  | Almost Married                    | 10 octobre 1994    |
| 7  | 7  | The Curse of the Lawrence Mansion | 17 octobre 1994    |
| 8  | 8  | The Prince of Santa Dora          | 24 octobre 1994    |
| 9  | 9  | Coma                              | 31 octobre 1994    |
| 10 | 10 | Uh Oh Seven                       | 7 novembre 1994    |
| 11 | 11 | Secrets                           | 14 novembre 1994   |
| 12 | 12 | Photographic Evidence             | 21 novembre 1994   |
| 13 | 13 | Club X                            | 28 novembre 1994   |
| 14 | 14 | Poetic Injustice                  | 5 décembre 1994    |
| 15 | 15 | Stolen Diary                      | 12 décembre 1994   |
| 16 | 16 | Love on the Line                  | 2 janvier 1995     |
| 17 | 17 | Working Girl                      | 9 janvier 1995     |
| 18 | 18 | Dancin' Fools                     | 23 janvier 1995    |
| 19 | 19 | Kidnapped, Part 1                 | 30 janvier 1995    |
| 20 | 20 | Kidnapped, Part 2                 | 6 février 1995     |
| 21 | 21 | Kidnapped, Part 3                 | 13 février 1995    |
| 22 | 22 | Say Goodbye                       | 20 février 1995    |

### Saison 2 (1995-1996)
| N° | #  | Titre original                               | Diffusion original |
| -- | -- | -------------------------------------------- | ------------------ |
| 23 | 1  | Summer Lovin'                                | 11 septembre 1995  |
| 24 | 2  | Model Behavior                               | 18 septembre 1995  |
| 25 | 3  | Promotional Rescue                           | 25 septembre 1995  |
| 26 | 4  | Dark Side of the Moon                        | 2 octobre 1995     |
| 27 | 5  | IQ Commeth                                   | 9 octobre 1995     |
| 28 | 6  | False Possessions                            | 16 octobre 1995    |
| 29 | 7  | A Fair to Remember                           | 23 octobre 1995    |
| 30 | 8  | It's My Party and I'll Ditch It If I Want To | 30 octobre 1995    |
| 31 | 9  | Blunder Alley                                | 6 novembre 1995    |
| 32 | 10 | Like Water for Hot Dogs                      | 13 novembre 1995   |
| 33 | 11 | The Quick and the Blond                      | 20 novembre 1995   |
| 34 | 12 | Mixed Doubles                                | 27 novembre 1995   |
| 35 | 13 | Reading, Writing, Rescue                     | 4 décembre 1995    |
| 36 | 14 | The War of the Pom Poms                      | 11 décembre 1995   |
| 37 | 15 | You Call This a Wonderful Life               | 18 décembre 1995   |
| 38 | 16 | Sam Enchanted Evening                        | 1er janvier 1996   |
| 39 | 17 | Totally Clueless                             | 8 janvier 1996     |
| 40 | 18 | Win Sam, Lose Sam                            | 15 janvier 1996    |
| 41 | 19 | Identical Opposites                          | 22 janvier 1996    |
| 42 | 20 | One Big Mesa                                 | 29 janvier 1996    |
| 43 | 21 | Sam Kind of Wonderful                        | 5 février 1996     |
| 44 | 22 | A Look Back in Anecdotes                     | 25 mars 1996       |

### Saison 3 (1996-1997)
| N° | #  | Titre original               | Diffusion original |
| -- | -- | ---------------------------- | ------------------ |
| 45 | 1  | Much Ado About Nachos        | 26 août 1996       |
| 46 | 2  | Shred Reckoning              | 2 septembre 1996   |
| 47 | 3  | Imperfectly Fit              | 9 septembre 1996   |
| 48 | 4  | The Man of My Screams        | 16 septembre 1996  |
| 49 | 5  | Are You a Man or a Mouse?    | 23 septembre 1996  |
| 50 | 6  | The Mondo Chill              | 30 septembre 1996  |
| 51 | 7  | Surfing the Nets             | 7 octobre 1996     |
| 52 | 8  | Mall Brats                   | 14 octobre 1996    |
| 53 | 9  | Swish Upon a Star            | 21 octobre 1996    |
| 54 | 10 | The Tooth Hurts              | 28 octobre 1996    |
| 55 | 11 | Rock Around the Block        | 4 novembre 1996    |
| 56 | 12 | Lofty Ambitions              | 11 novembre 1996   |
| 57 | 13 | Shakes, Fries and Videotape  | 18 novembre 1996   |
| 58 | 14 | A Star is Torn               | 25 novembre 1996   |
| 59 | 15 | Ready, Set, Snow!            | 2 décembre 1996    |
| 60 | 16 | Don't Stand So Close to Me   | 2 décembre 1996    |
| 61 | 17 | All Along in the Water Tower | 16 décembre 1996   |
| 62 | 18 | My Fair Shred                | 6 janvier 1997     |
| 63 | 19 | Sweet Valley Fever           | 13 janvier 1997    |
| 64 | 20 | Crimes and Cappuccinos       | 30 janvier 1997    |
| 65 | 21 | Search for Liz               | 27 janvier 1997    |
| 66 | 22 | Might as Well Jump           | 10 février 1997    |

### Saison 4 (1997)
| N° | #  | Titre original                   | Diffusion original |
| -- | -- | -------------------------------- | ------------------ |
| 67 | 1  | Romance Wasn't Built in a Day    | 15 septembre 1997  |
| 68 | 2  | Loose Lips Sink Yachts           | 16 septembre 1997  |
| 69 | 3  | Drag King                        | 17 septembre 1997  |
| 70 | 4  | The Right to Bare Midriffs       | 18 septembre 1997  |
| 71 | 5  | Lights, Camera, Factions         | 19 septembre 1997  |
| 72 | 6  | A Kiss is Just a Kiss            | 22 septembre 1997  |
| 73 | 7  | The Kiss Heard Around the School | 23 septembre 1997  |
| 74 | 8  | Lucky Streaks                    | 24 septembre 1997  |
| 75 | 9  | West Coast Story, Part 1         | 25 septembre 1997  |
| 76 | 10 | West Coast Story, Part 2         | 26 septembre 1997  |
| 77 | 11 | Rumble in the Valley             | 29 septembre 1997  |
| 78 | 12 | Devon Whitelaw                   |                    |
| 79 | 13 | Skiing is Believing              | 1er octobre 1997   |
| 80 | 14 | Single in Sweet Valley           | 2 octobre 1997     |
| 81 | 15 | Sailing Solution                 | 3 octobre 1997     |
| 82 | 16 | Down by Whitelaw, Part 1         | 6 octobre 1997     |
| 83 | 17 | Down by Whitelaw, Part 2         | 7 octobre 1997     |
| 84 | 18 | Swing Time                       |                    |
| 85 | 19 | Down Horoscope                   |                    |
| 86 | 20 | A Simple Twist of Mates          |                    |
| 87 | 21 | Ticket to Lie                    | 13 octobre 1997    |
| 88 | 22 | Animal Rights and Wrongs         | 14 octobre 1997    |